# ベネリM3
ベネリM3（Benelli Model 3）は、イタリアのベネリ社がベネリM1・M2の後継モデルとして開発した散弾銃である。

## 概要

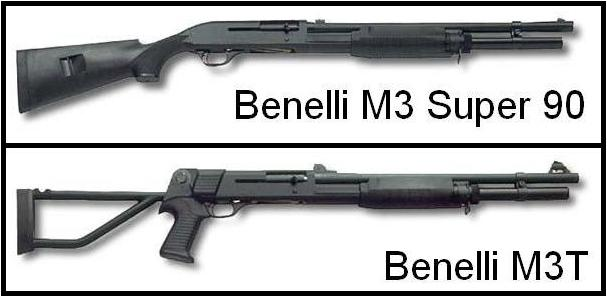

イナーシャーシステムと呼ばれる反動を利用した特殊なセミオートマチック機構（通常のセミオートライフルでいうディレードブローバック機構）を持ち、これまでのオートマチックショットガンの弱点とされた連射速度の遅さを克服している。その上、フランキ社のスパス12と同じく、フォアグリップ前方のリングの操作によって、状況に応じて作動機構をポンプアクションに切り替えての射撃もできるため、スパス12を上回る速射性に加え、スパス12と比べて1キロ近く軽量で、また、従来のショットガンとなんら変わらないフォルムによる取り回しの良さを持っている。しかし、この作動方式は構造こそシンプルだが、威力の異なる様々な弾薬に対応しづらく、銃本体を余りにもしっかり保持して銃を固定する様な形にしてしまうと反動を吸収せず、作動不良を起こしかねないショートリコイル方式の弱点も抱えている。
そして、セミオートマチック専用であった前世代の機種に比べると、セミ・ポンプ切り替え機構による重量増が先端部に集中しており、若干重量バランスは悪くなったとも言われている。
ストック付きのピストルグリップモデルやクロムステンレスモデル、ストックレスのショーティーモデルなどのバリエーションモデルも存在する。
その完成度の高さから米国の警察機関を始め、世界中のSWATチームが採用しており、日本国内でも、若年層の所持者を中心に狩猟用、スラッグ弾による静的射撃用として相当数が流通している。軍用銃がそのまま手に入るのは希な事である。また、海上自衛隊もピストルグリップ・折り畳み銃床型のM3Tを採用しており、各護衛艦に搭載している。

## 使用国

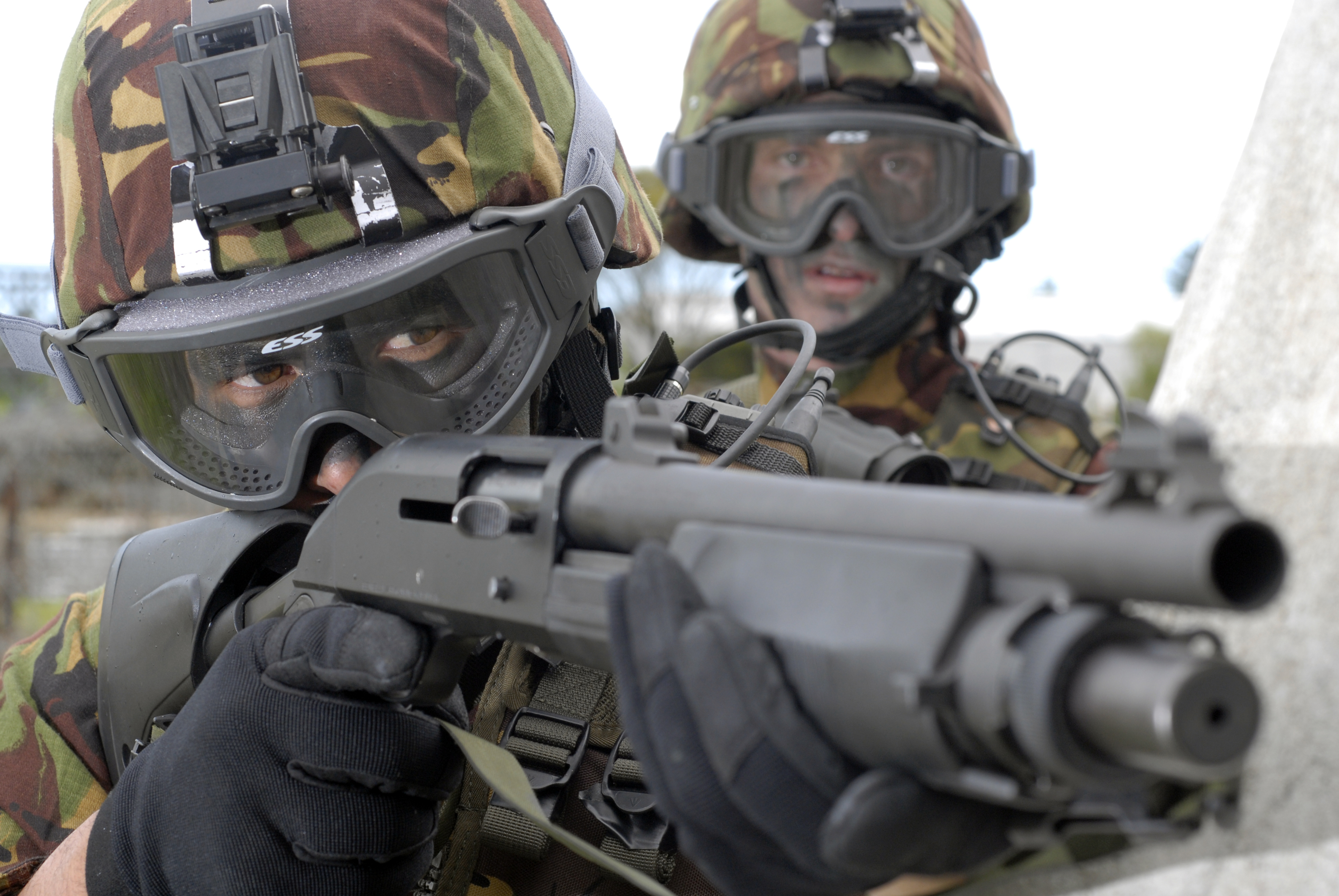
短銃身のM3を構えるニュージーランド軍の兵士

- オーストラリア[1]
- カナダ - JTF-2が使用。
- チェコ - チェコ陸軍と第601特殊部隊群が使用
- エストニア
- フランス - フランス陸軍が使用
- インドネシア
- アイルランド
- 日本
- ニュージーランド - ニュージーランド軍が使用
- スペイン
- ルクセンブルク

## 登場作品

### 映画
『20世紀少年 第2章 最後の希望』
ホクロの警官が、秘密を知ってしまった中国マフィア構成員の口封じとその場面を目撃したニューハーフのブリトニーを暗殺するのにM3 ショーティーを使用。新宿の教会でカンナ暗殺を目論んだ際にも使用し、彼が13番（田村マサオ）の狙撃で死亡した後はオッチョがともだちと対峙する際に向ける。
『亜人』
SAT隊員と対亜人特戦群がストックレスのショーティーモデルを使用。
『寄生獣 完結編』
SATが市役所での戦闘で使用する。
『ヒート』
冒頭で強奪した無記名債権の買い戻し取引の際、ヴァン・ザントの手下が運転するピックアップトラックに対してマイケル・チェリトが使用。
『プロメテウス』
M3Tが登場。折り畳みストックはオレンジ色に塗装されている。また、発砲時には青白い発砲炎のエフェクトが入れられている。

### OV作品
『仮面ライダーアマゾンズ』
シーズン1にて三崎一也がM3 ショーティーを使用。弾薬は散弾ではなく、スラッグ弾の様な単発のもので、命中した際は駆除班の使用する他の弾薬と同様にアマゾン細胞が苦手とする電気ショックを起こす。

### 漫画・アニメ
『ソードアート・オンライン』
アニメ第3期第1話におけるオリジナルエピソードにてSuper90をリズベットが使用。カラーリングはシルバー。
『逮捕しちゃうぞ SECOND SEASON』
主人公の辻本夏実がM3ショーティーのエアガンを度々使用。逃走車の視界を封じる為に、フロントガラスにペイント弾を撃ち込む際や、発信器を取り付ける際に使用される。
『武心 BUSHIN』
ショートモデルが登場。
『フルメタル・パニック? ふもっふ』
宗介が西瓜割りの時に使用。

### 小説
『犬とハサミは使いよう』
主人公、春海和人が「喫茶清陽」で射殺された時に使われた。
『ピノキオ急襲』
特殊部隊「サイレント・コア」の吾妻大樹（アイガー）がロボット兵士「ピノキオ」に対して使用し、下顎を吹っ飛ばす。

### ゲーム
『2SPICY』
ローレンスが使用。ショーティ仕様。
『Paperman』
「M3 SUPER90」の名称で登場。9発装填可能。
『TrueCombat:Elite』
specopsがピストルグリップ付をAssaultでAA1から使用可能。
『九龍妖魔學園紀』
主人公の武器として使用可能。
『怪盗ロワイヤル-zero-』
「セミオートショットガン」の名で登場。
『カウンターストライク』
両陣営ともに購入可能。
『ソードアート・オンライン フェイタル・バレット』
Super90が「ヴァルキリー」の名称で登場。銃身の溝の有無など外見が若干アレンジされた架空銃である。アニメ同様にリズベットが使用する。
『パーフェクトダーク』
「ショットガン」のモデリングのベースになっている。
『バイオハザードシリーズ』
『バイオハザード』
GC版に「アサルトショットガン」の名称で登場。ベネリ M4 スーペル90に似せたデザインにカスタムされている。
S.T.A.R.S.の制式装備品で、リチャード・エイケンが愛用していたが、彼の死後はクリス・レッドフィールド、もしくはジル・バレンタインが使用する。
『バイオハザード3 LAST ESCAPE』
銃身が切りつめられたショーティモデルが登場。
『バイオハザード4』
「ライオットガン」の名称で登場。トラクタブルストックを装備している。
『バイオハザード5』
「ショットガン/M3」の名称で登場。
『バイオハザード リベレーションズ』
「M3」の名称で登場。
『バイオハザード RE:3』
「ショットガンM3」の名称で登場。
『バイオハザード RE:4』
「ライオットガン」の名称で登場。セミオートのみ使用可能。
『バトルフィールド2 モダンコンバット』
EU戦闘工兵で使用可能。
『マーセナリーズ』
ロシアン・マフィアが使用。
『レインボーシックス』
ポンプアクションで使用。レーザーサイトやライフルスコープなどのオプションも存在する。